# Сьокаку
Сьокаку (яп. 翔鶴) — японський важкий авіаносець часів Другої світової війни, тип «Сьокаку».

## Історія створення
Вихід Японії в 1936 році з міжнародних договорів з обмеження розмірів бойових кораблів дозволив їй створювати авіаносці, які відповідали вимогам часу. Програма переозброєння 1937 року передбачала будівництво двох важких авіаносців, подібних до «Хірю».

## Конструкція
У проєкті «Сьокаку» (авіаносці «Сьокаку» і однотипний з ним «Дзуйкаку») були виправлені всі недоліки, допущені раніше. Кораблі цього типу мали 2 катапульти та великий ангар, розміри якого дозволяли збільшити авіагрупу з 63 до 75 літаків. На кораблях була встановлена найпотужніша силова установка, яка будь-коли встановлювалась на японських кораблях. Авіаносці мали 5000 тонн палива та дальність плавання майже 16 000 км. При цьому вони були оснащені хорошим бронезахистом (без шкоди для швидкохідності) та мали потужніше зенітне озброєння, ніж їх попередники. За цілим рядом параметрів на той момент кораблі були найкращими авіаносцями у світі.
Єдиний серйозний недолік авіаносців типу «Сьокаку» — полегшена конструкція політної палуби, збільшувався наявністю закритого, але незахищеного подвійного ангара. Крім того, як і всі японські авіаносці, вони мали вразливу паливну систему. Не тільки паливопроводи до ангарів та злітної палуби були беззахисними перед близькими вибухами, але й паливні цистерни не були достатньо захищені від пошкодження вибуховою хвилею.

## Бойове застосування
«Сьокаку» був закладений у 1937 році і вийшов в море восени 1941 року, всього за 2 місяці до нападу на Перл-Гарбор. Хоча він і взяв участь в цій операції, але його льотні екіпажі були занадто недосвідчені та використовувались лише для бомбардування аеродрому на острові Оаху.
Разом з «Дзуйкаку» він увійшов до складу 5-ї дивізії авіаносців і після бойового вишколу та тренувань на початку 1942 року діяв поблизу Цейлону та Нової Гвінеї.
В битві у Кораловому морі «Сьокаку» був пошкоджений внаслідок авіаудару літаків з «Йорктауна». На кораблі виникло займання, проте вогонь вдалось погасити. Після цього «Сьокаку» змушений був повернутись до Японії для ремонту.
Втрата 86 літаків та більшості льотних екіпажів зробила неможливим участь корабля в битві за Мідвей. 14 липня «Сьокаку» разом з легким авіаносцем «Дзуйхо» увійшов до оновленої 1-ї дивізії авіаносців. У битві біля східних Соломонових островів їм вдалось завдати пошкоджень авіаносцю «Ентерпрайз», але при цьому вони втратили багато літаків та їх екіпажів. 26 жовтня «Сьокаку» був сильно пошкоджений ударом пікіруючих бомбардувальників з «Хорнета».
У битві у Філіппінському морі «Сьокаку» був уражений трьома торпедами з американського підводного човна «Кавалла» і після вибуху цистерн з авіаційним паливом авіаносець затонув.

## Галерея

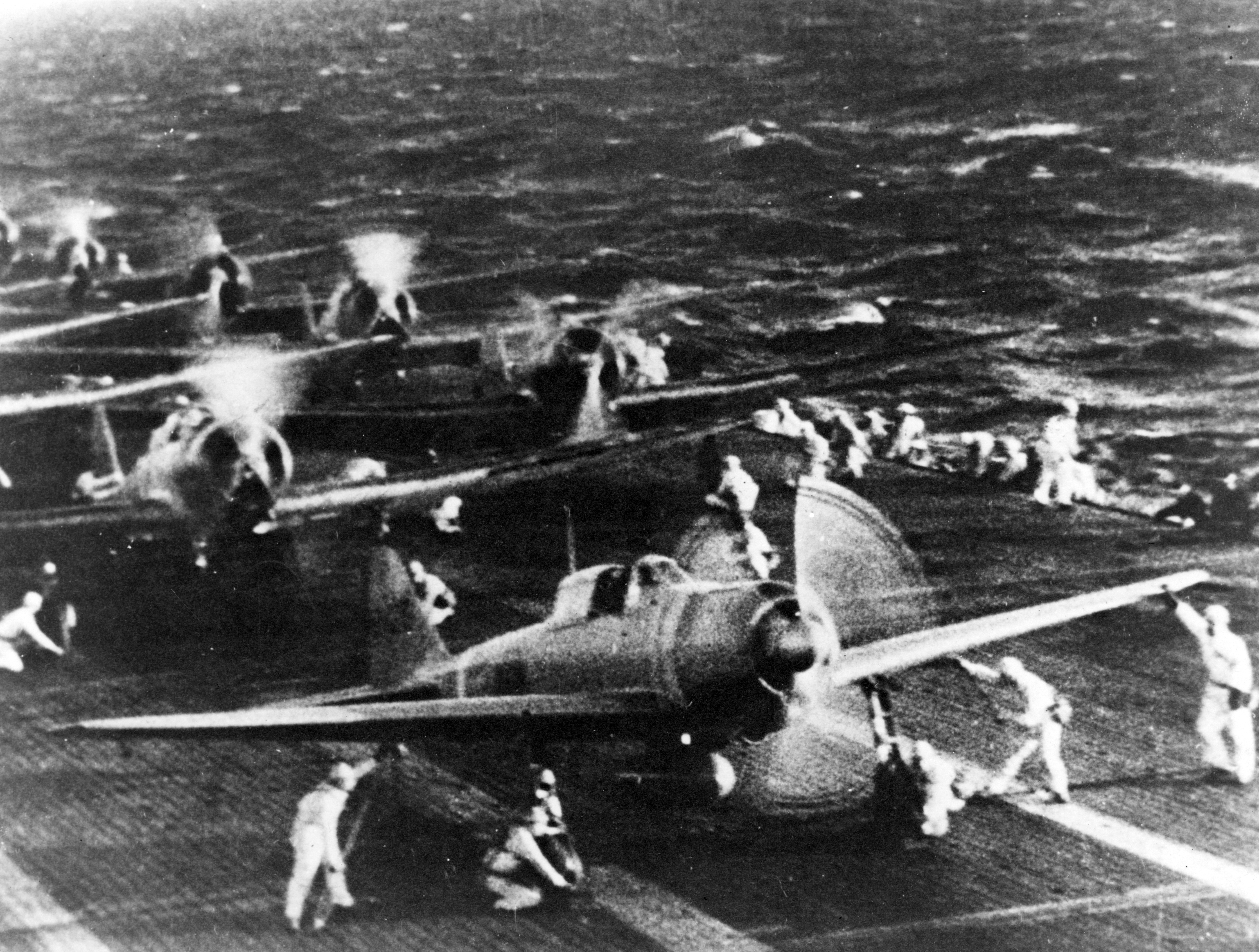
Літаки з «Сьокаку» готуються до нальоту на Перл-Гарбор
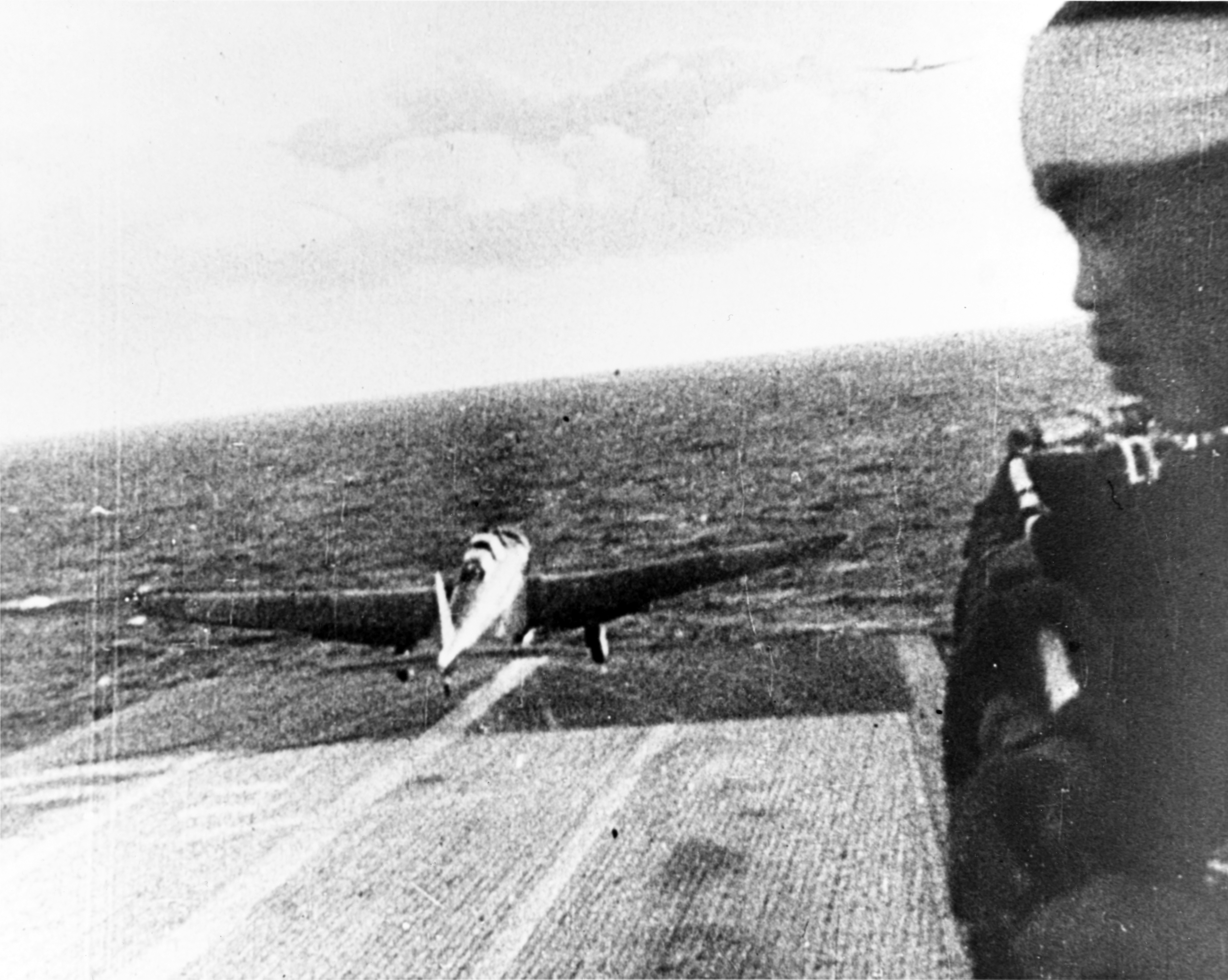
Літак B5N2 «Кейт» вилітає з «Сьокаку» на Перл-Гарбор
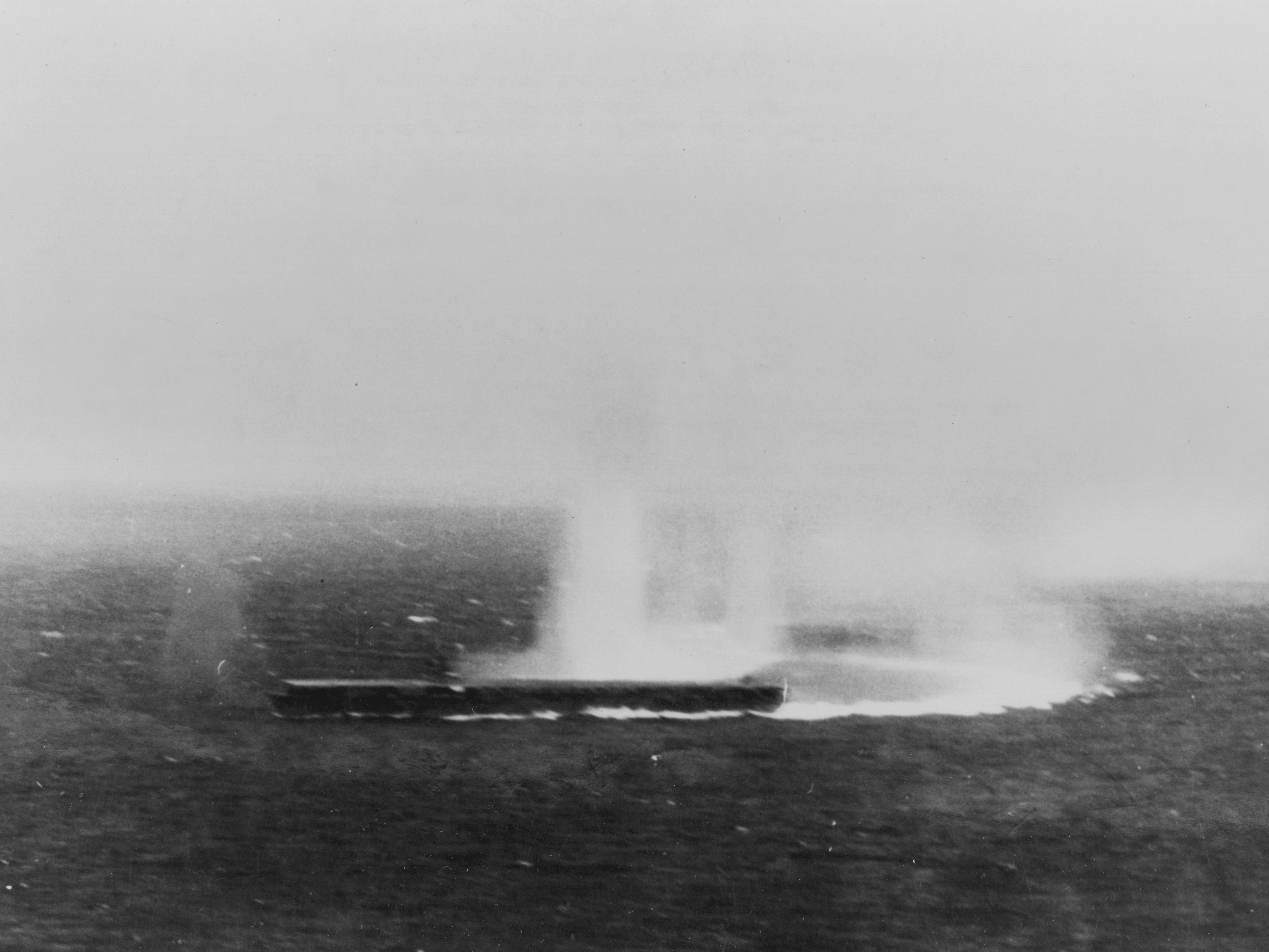
«Сьокаку» в битві у Кораловому морі
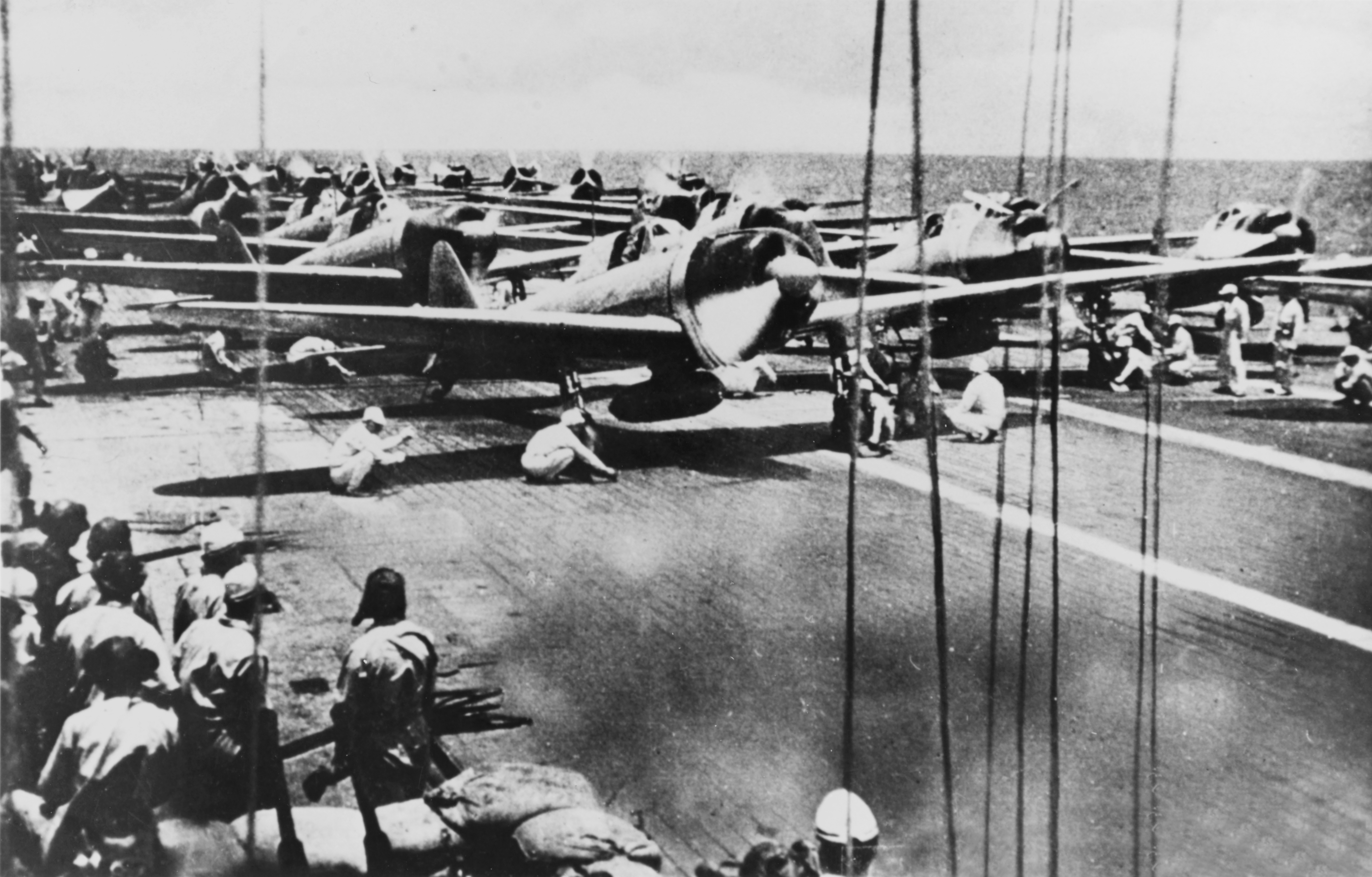
Винищувачі А6М2 на палубі «Сьокаку» в битві біля островів Санта-Крус
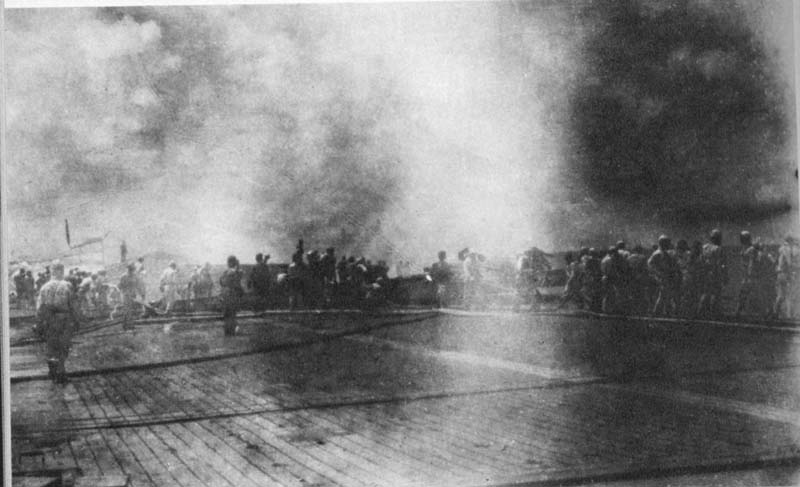
Екіпаж «Сьокаку» пробує загасити пожежу в битві біля островів Санта-Крус
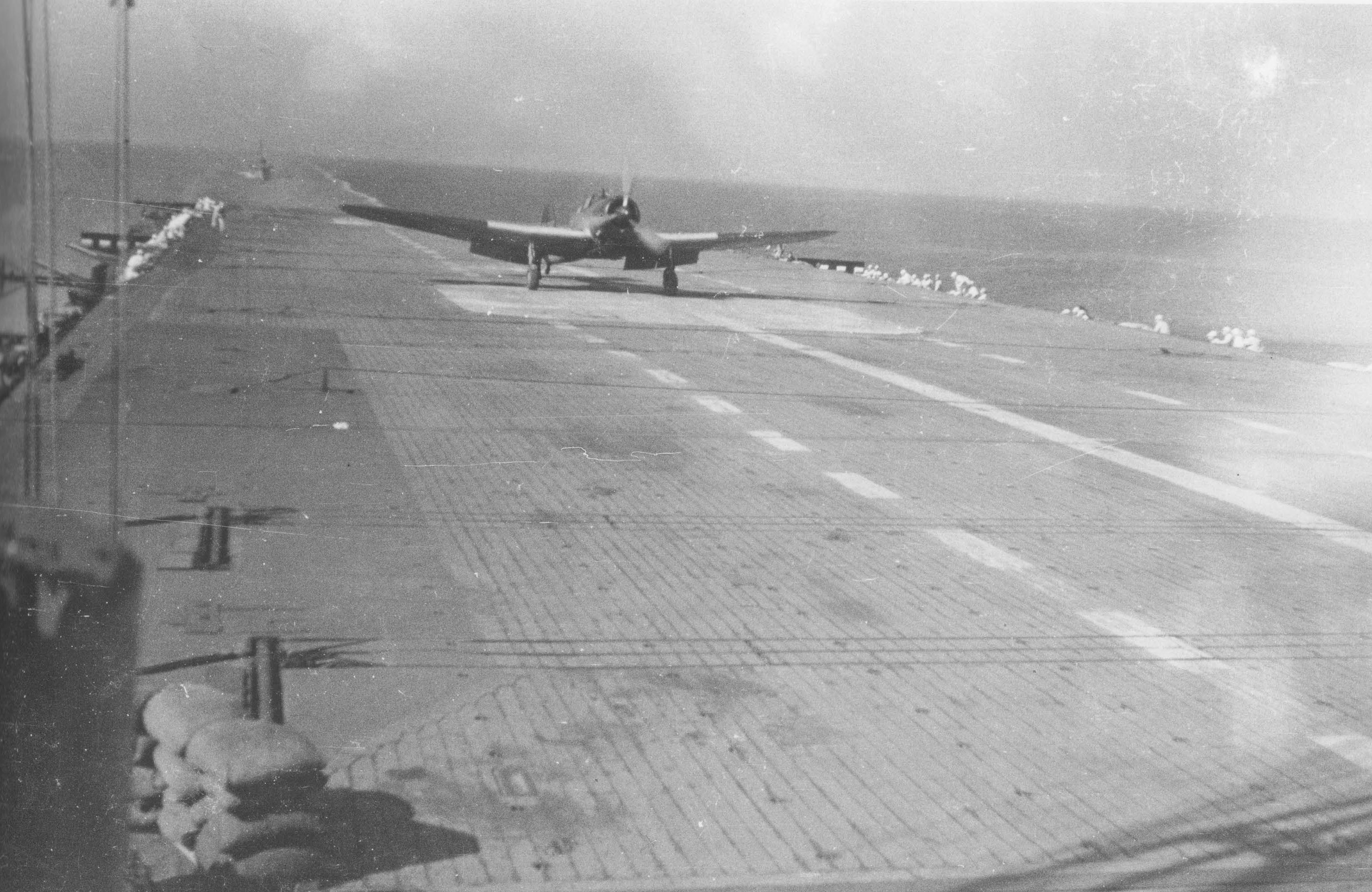
«Сьокаку» в березні 1943 року